# Szilvásvárad
Szilvásvárad község Heves vármegye Bélapátfalvai járásában, az Északi-Bükk területén, a tenger szintje felett mintegy 345 méter magasan található. A település Lillafüred mellett az egyik legismertebb bükki üdülőhely.
A közeli Szalajka-völgy a Bükki Nemzeti Park része, természetvédelmi terület.

## Fekvése, megközelítése

Szilvásvárad és környéke

Az Eger–Putnok-vasútvonal, illetve a 2506-os és a 2508-as út mentén fekvő, elismert üdülőhely, ahol egy vasúti megállóhellyel (Szilvásvárad-Szalajkavölgy megállóhely) és egy vasútállomással (Szilvásvárad vasútállomás) rendelkezik; utóbbit a 2508-asból kiágazó 25 306-os közút szolgálja ki.

## Története
Szilvásvárad igen régi település. A Bükk hegység környékén már a kőkori ember lakott: az Istállós-kői-barlangban az ásatások 35–40 000 éves leleteket hoztak napvilágra.
A vaskorszakban jelentek meg a község területén a szkíták, majd a kelták. 1962-ben szkíta sírokat fedeztek fel egy út építése közben. A leleteket (pl. 21 gyöngyszemből készült gyöngysor, egy bronz karperec, egy nagy lándzsahegy) Papp László, Kengyel Zoltán és Gál Gyula mentette meg. A kelták nyomait a lovaspálya (Lipicai Lovasközpont) területén is felfedezték a régészek. Tálak, korsók, edények, fonóeszközök, különböző formájú köszörűkövek, őrlőkövek, egy különleges, lignitből készült karkötő és vassalak került elő. Utánuk az avarok, majd szláv népek települtek be, az avarokat később a frankok igázták le. Borovszky Samu (1860-1912) történész szerint szláv gyűrűvárra épült Gerennavár és Éleskővár – ezek romjai ma is láthatók. A település nevében megtalálható várad-tag a Bükk-fennsík egykori erősségeire: Gerennavárra és Éleskővárra utalhat. Valószínű, hogy a „várad” (jelentése kis erősség, kis vár) kifejezés különféle formái már a 11-12. század fordulóján megjelenhettek. A „Várad” elnevezéshez nem volt szükségszerű, hogy a település közelében vár legyen. Lehoczky Alfréd történész szerint inkább a királyi várszervezet kiépítéséhez kapcsolódott, illetve a király várához való tartozást fejezte ki az elnevezés.
A honfoglalás után az Ug nemzetséghez tartozó vadászok lakták az Uppony, Dédes, Szilvásvárad közötti területet. Feltételezhető, hogy a 12. században a Miskóc nemzetségbe tartozó Borsok birtoka volt egészen 1332-ig, mikor is Károly Róbert a Széchyeknek adományozta. Ez időből ismerjük a község nevének írott formáit az egri egyházmegye pápai tizedlajstromából, ahol földesúri jobbágyfaluként szerepel Warad – Warada – Wárad formában.
1365-ben I. Lajos kezébe kerül Éleskővár, Gerennavár és így Wárad is, így lakossága királyi várnép lett. 1373-ban a falu nevét már Zylvaswaradnak írták. 1438-ban a király a Palóczyaknak adományozta a birtokot, így a falu ismét jobbágyfalu lett. A Palóczyak magvaszakadtával a Perényiekhez került a birtok, és ők az "akié a föld, azé a vallás" elvén reformátussá térítették lakóit.
1666-ban az uradalom III. Keglevich Miklós báró tulajdonába került, és egészen 1875-ig a Keglevich család tulajdonában is maradt. Ez idő alatt jelentek meg itt az első manufaktúrák: a Szalajka-völgyben keménycserépgyár és téglagyár, valamint üveghuták, vashámorok, hamuzsírfőzők üzemeltek. A Keglevichek idején épült a klasszicista stílusú református kerektemplom, az új grófi kastély, számos uradalmi épület, iskola és a református temető.
A Keglevichek után Erdődy Rudolf lett a település birtokosa, majd 1901-ban a cseh lovag Wessely vásárolta meg az ekkor a Szilvásnak nevezett területet, ahová ipari létesítményeket telepített:
- Bélapátfalván cementgyárat,
- 1912-ben Szilváson kőbányát sodronypályával, továbbá
- 1908-ban iparvasutat és mészüzemet.

Az iparvasúton keskeny nyomtávú kis gőzmozdony húzta a kocsikat, hordta a mészkövet a Szalajka-völgyben épített sodronypálya végállomásáról a mészüzembe.
1906-ban a magyar királyi belügyminiszter a falu nevét a mai formájára, Szilvásváradra módosította. 1912-től az új tulajdonos Pallavicini Alfonz Károly őrgróf lett. Ő építtette a katolikus kápolnát 1923-ban, és területet adományozott a katolikus temető létrehozásához. Ez idő tájt a turistáknak nem volt könnyű dolguk, ha a Szalajka-völgyben akartak barangolni, ugyanis a területet kerítéssel vették körül, és csak nehezen beszerezhető engedéllyel engedték be a látogatókat.

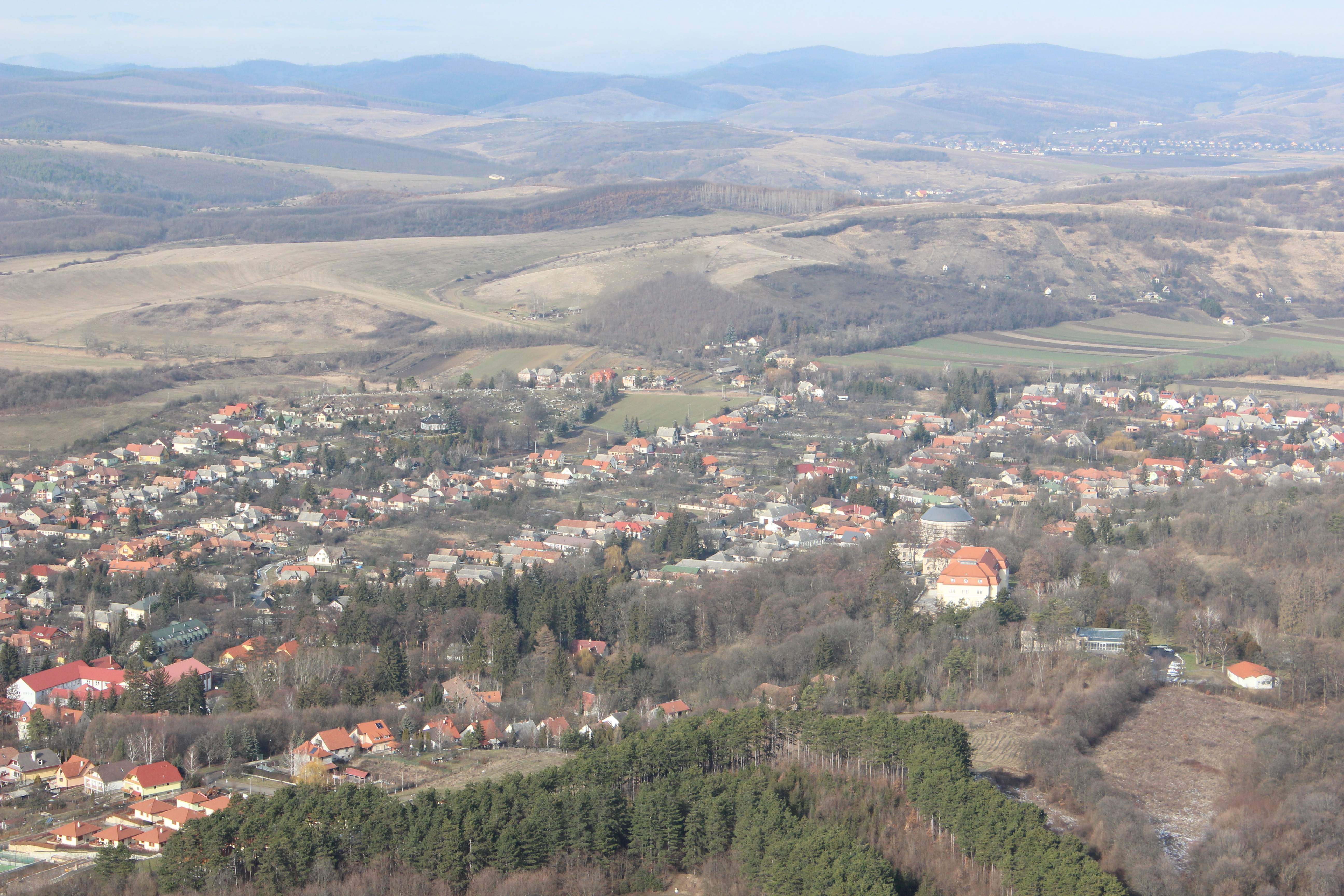
Szilvásvárad a Kalapat-hegyi kilátóból

1948-ban a grófi birtokot államosították, a manufaktúrák megszűntek.
Szilvásvárad az 1950-es megyerendezésig Borsod vármegye Sajószentpéteri járásához tartozott, ekkor csatolták át Heves megye Egri járásához.
A lipicai ménest 1952-ben telepítették a Szilvásvárad fölötti Csipkéskútra. 1966 óta az egykori iparvasút kirándulóvonatként működik.
1971-74-ben megépült a Szalajka-völgyben az erdei múzeum. 1976-ban építették fel a Szalajka-völgy bejáratánál a lovas stadiont, majd 1980-ban a fedett lovardát, ahol minden évben lovas versenyeket rendeznek. 1983-ban nyitotta meg kapuit az Orbán-ház. Szilvásvárad volt a házigazdája:
- 1984-ben a fogathajtó világbajnokságnak,
- 1999-ben a III. Nemzeti Lovas Fesztiválnak és
- 2000-ben a II. Lovas Világtalálkozónak.

## Közélete

### Polgármesterei
- 1990–1994: Egri Zoltán (SZDSZ)[14]
- 1994–1998: Egri Zoltán (független)[15]
- 1998–2002: Egri Zoltán (független)[16]
- 2002–2006: Antalné Filipcsényi Katalin (független)[17]
- 2006–2010: Szaniszló László (független)[18]
- 2010–2014: Szaniszló László (független)[19]
- 2014–2019: Szaniszló László (független)[20]
- 2019–2024: Szaniszló László (független)[21]
- 2024– : Szaniszló László (független)[1]

## Népesség

### Népcsoportok
2001-ben a település lakosságának 99%-a magyar, 1%-a cigány nemzetiségűnek vallotta magát.
A 2011-es népszámlálás során a lakosok 78,5%-a magyarnak, 1% cigánynak, 0,8% németnek mondta magát (21,4% nem nyilatkozott; a kettős identitások miatt a végösszeg nagyobb lehet 100%-nál). A vallási megoszlás a következő volt: római katolikus 25,5%, református 28,1%, evangélikus 0,4%, görögkatolikus 0,3%, felekezeten kívüli 12,6% (32,4% nem nyilatkozott).
2022-ben a lakosság 92,5%-a vallotta magát magyarnak, 0,9% németnek, 0,5% cigánynak, 0,1-0,1% románnak, ruszinnak, ukránnak és szlováknak, 3,9% egyéb, nem hazai nemzetiségűnek (7,3% nem nyilatkozott; a kettős identitások miatt a végösszeg nagyobb lehet 100%-nál). Vallásuk szerint 24,6% volt római katolikus, 22,9% református, 0,9% görög katolikus, 0,4% evangélikus, 0,8% egyéb keresztény, 1,5% egyéb katolikus, 12,3% felekezeten kívüli (36,4% nem válaszolt).

## Nevezetességei

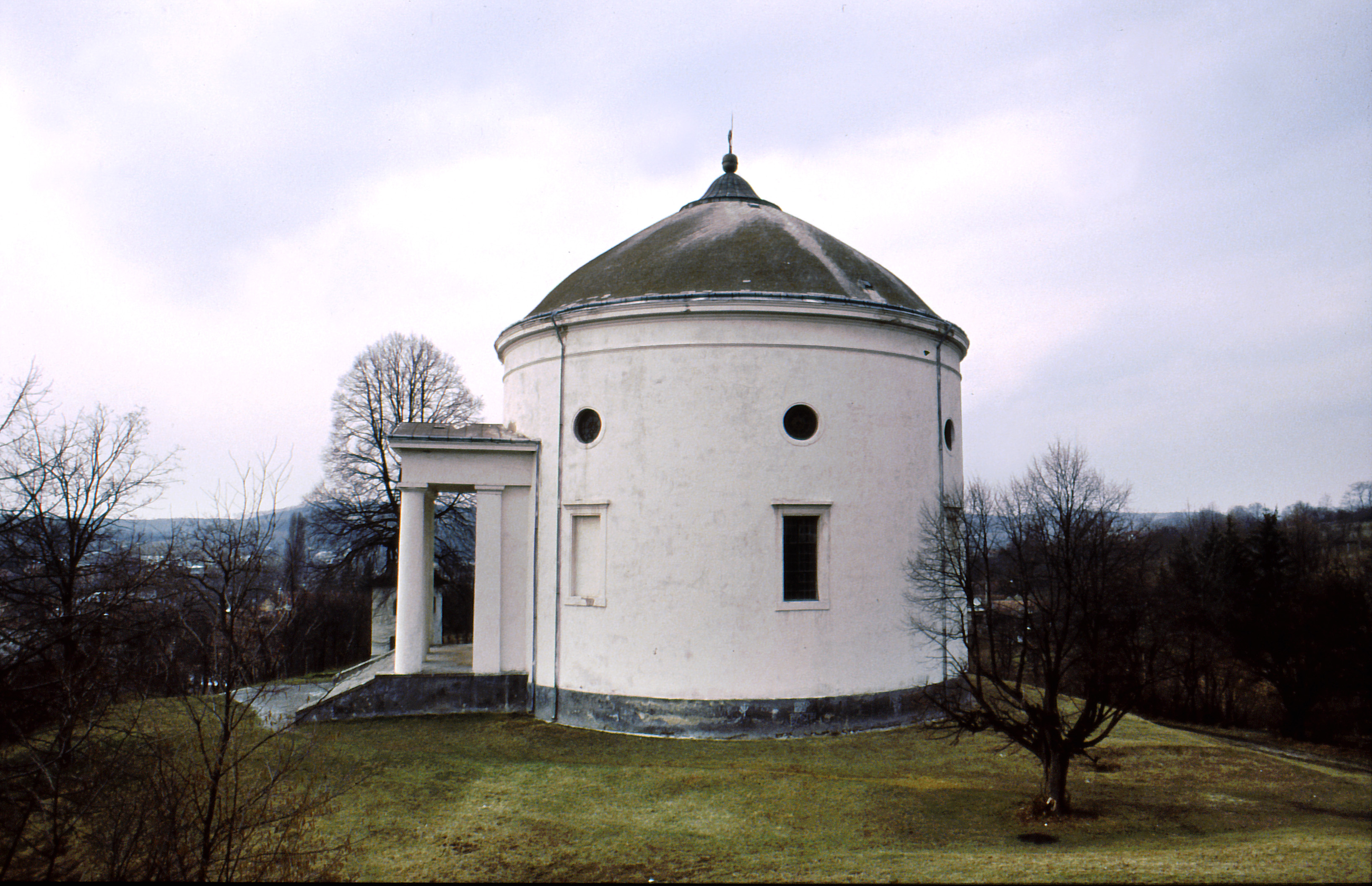
A klasszicista stílusú körtemplomot Hild József tervei alapján, 1837–1845 között emelték

1. Szalajka-völgy
2. Fátyol-vízesés
3. Istállós-kői-barlang
4. Cserepes-kői-sziklaodú
5. Kalapat-hegyi kilátó
6. Bükk-vidéki őserdő
7. Erdei múzeum
8. Szilvásváradi Erdei Vasút
9. Lovas múzeum
10. lovas stadion
11. Orbán-ház
12. lipicai ménes
13. református kerektemplom
14. Erdődy-Pallavicini-kastély
15. Börtönmúzeum

## Képgaléria

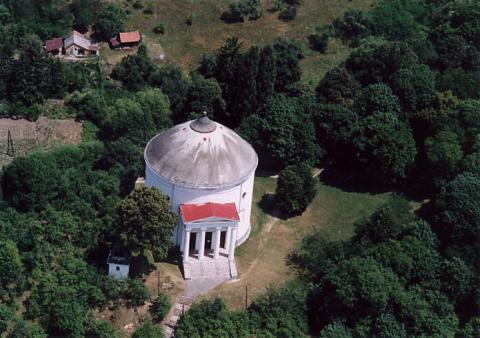
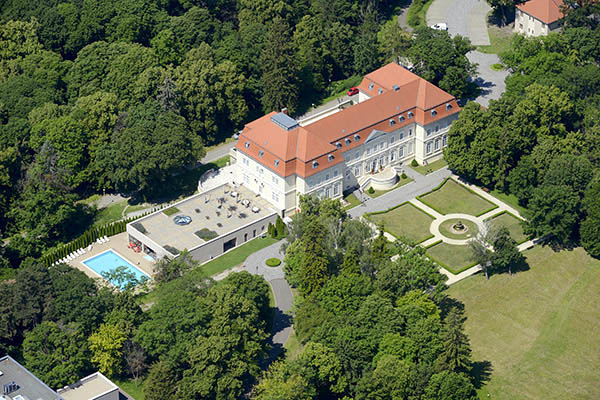
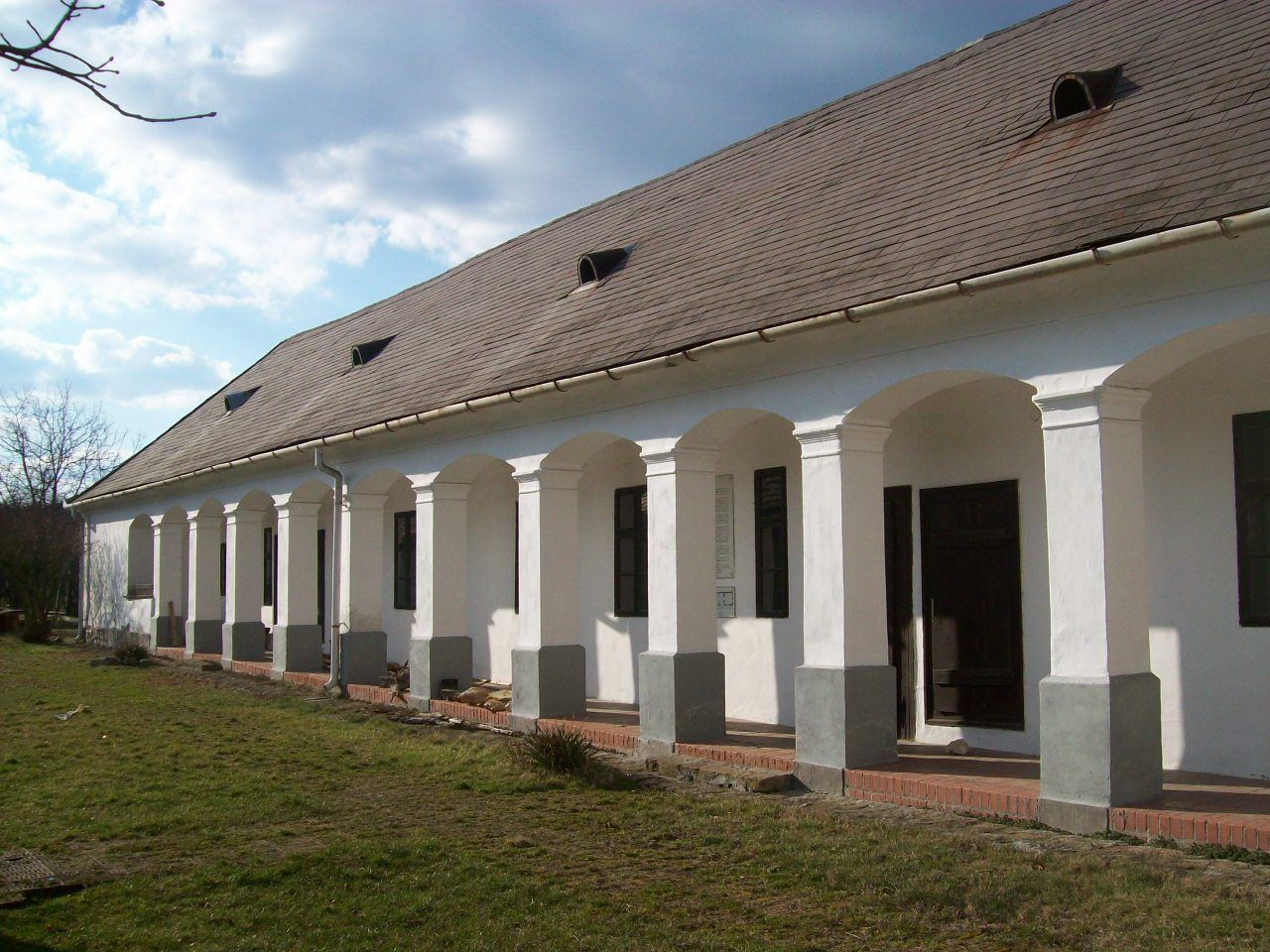
Az Orbán-ház
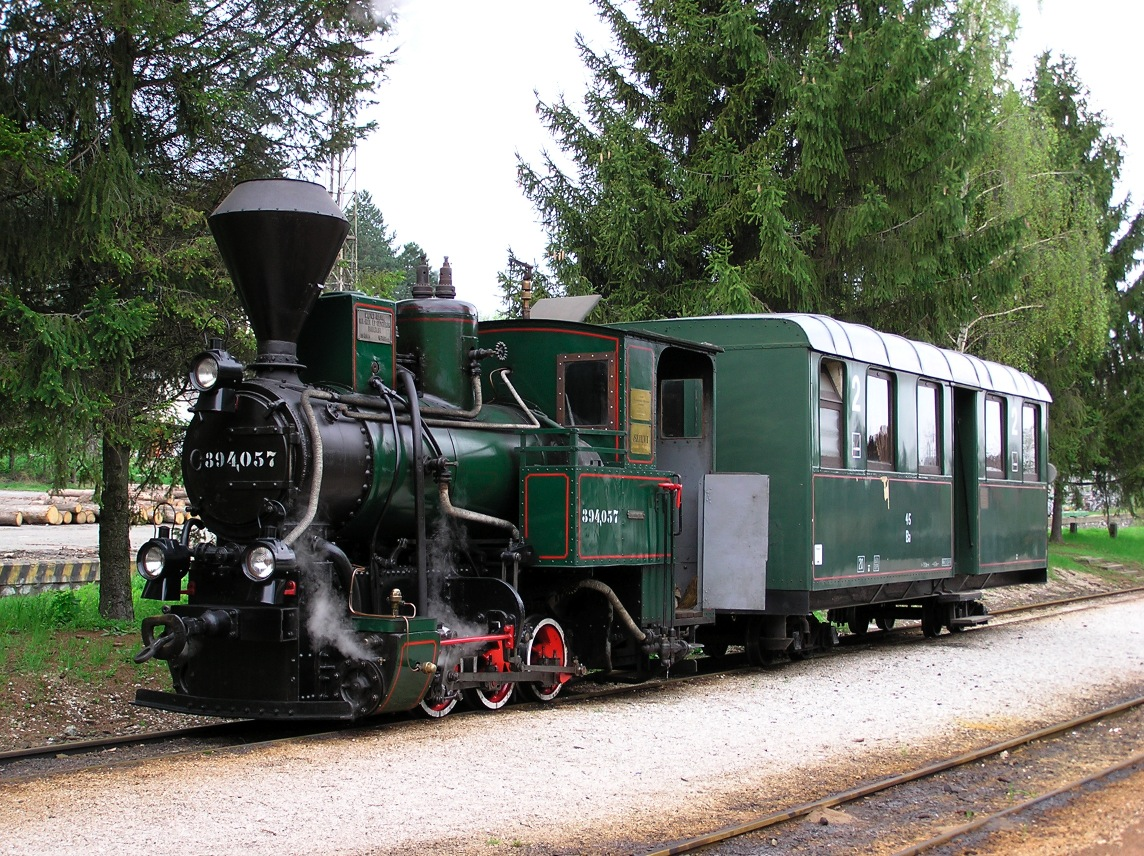
Az erdei vasút gőzmozdonya
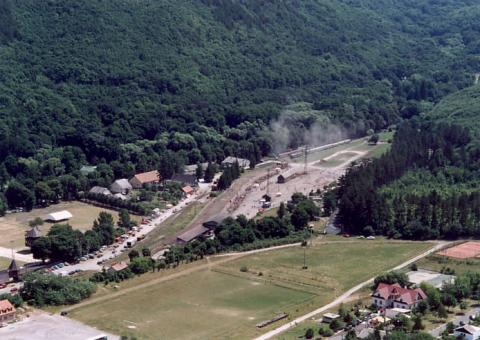
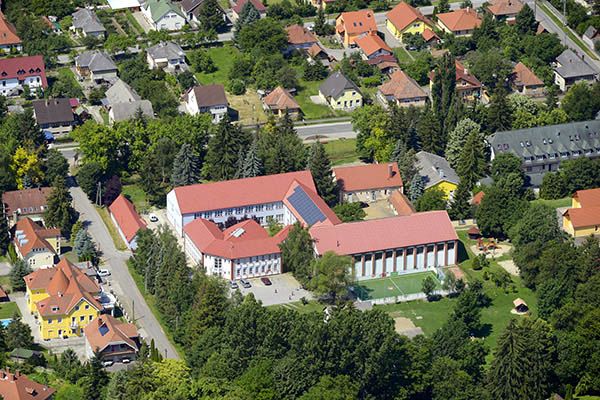
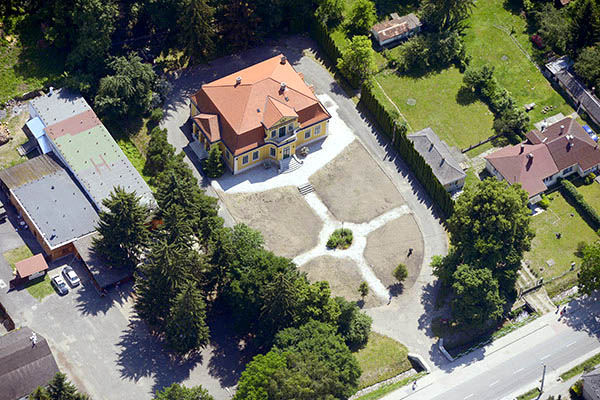
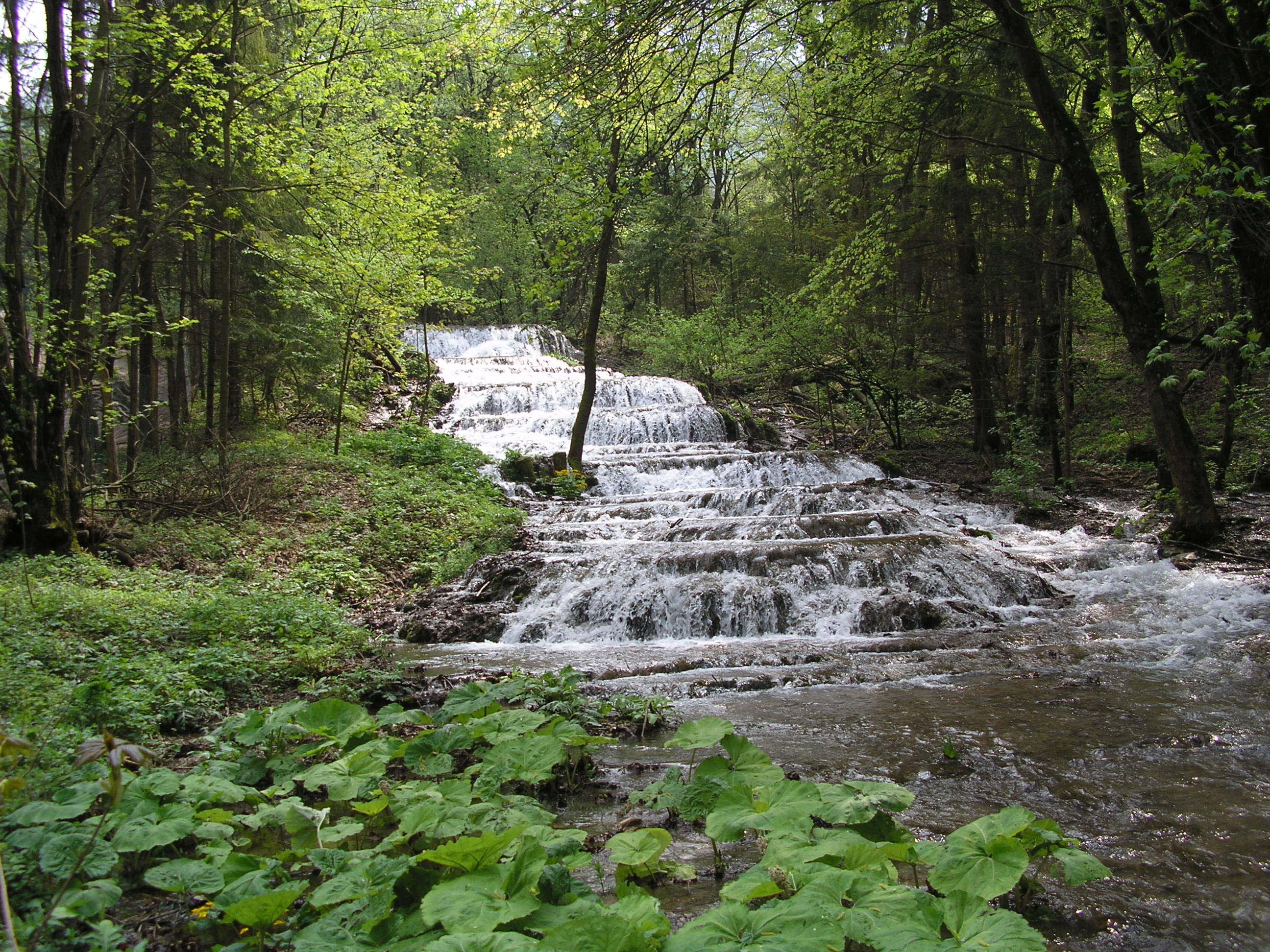
A szilvásváradi Fátyol-vízesés
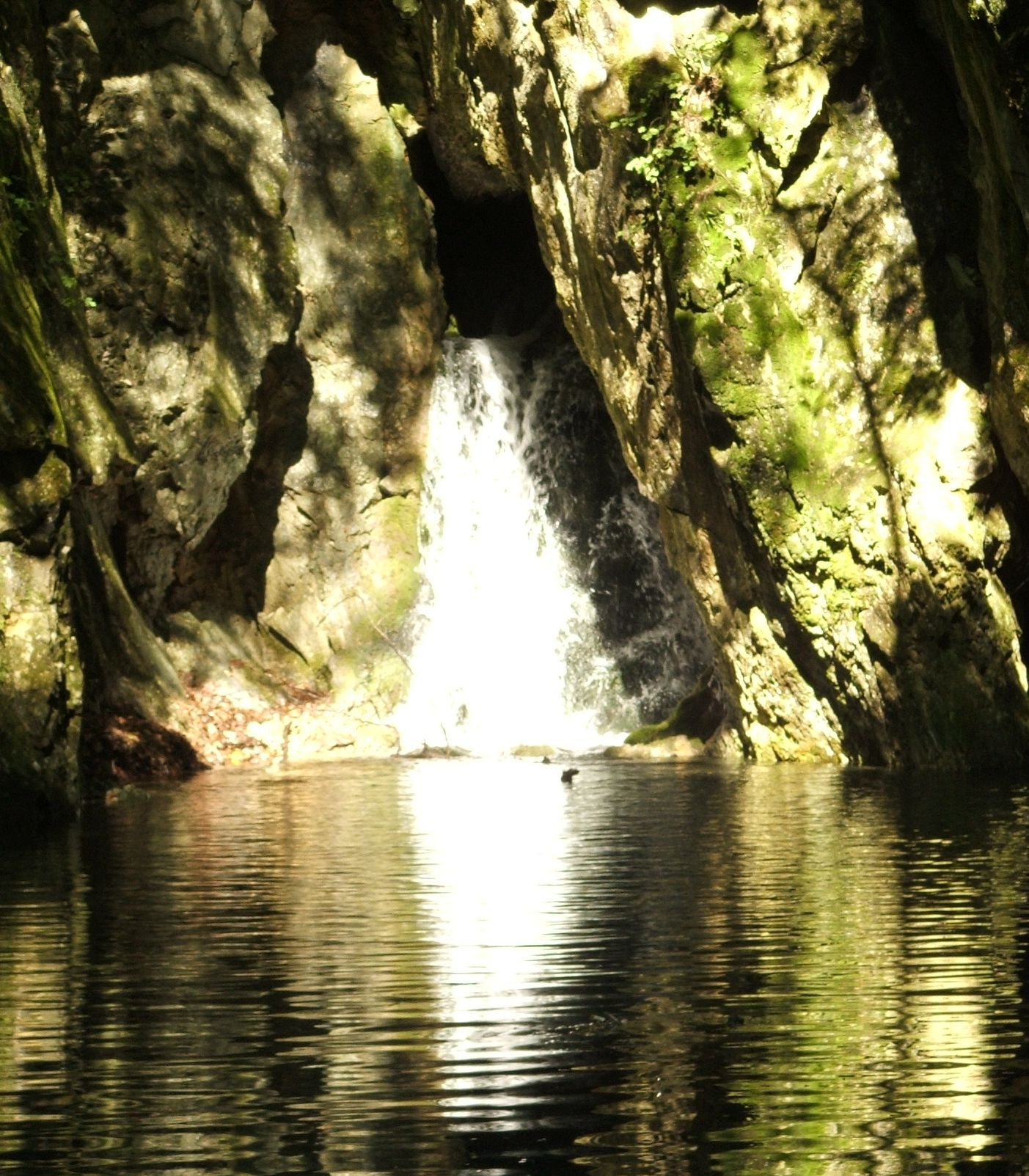
A Szikla-forrás a Szalajka-völgyben